# Ateleia microcarpa
Ateleia microcarpa là một loài thực vật có hoa trong họ Đậu. Loài này được (Pers.) D.Dietr. miêu tả khoa học đầu tiên.